# 薫と友樹、たまにムック。
薫と友樹、たまにムック。（かおるとともき、たまにムック。）は、フジテレビ系列で2011年4月24日から7月3日まで放送されたテレビドラマ『マルモのおきて』の主題歌でデビューしたユニットである。ユニット名は劇中の役名から命名、ムックは劇中に登場する犬の名前。

## メンバー
- 芦田愛菜（笹倉薫 役）
- 鈴木福（笹倉友樹 役）
- 岡亮（ムック 役）

## 略歴
2011年4月5日、フジテレビがテレビドラマ『マルモのおきて』の主題歌として、本ユニットが歌う「マル・マル・モリ・モリ!」の起用が決定したと発表。同年4月24日、ドラマの放送が開始された。5月25日に、同ドラマの主題歌「マル・マル・モリ・モリ!」で、ユニバーサルミュージックよりデビューを果たす。シングルは、5月31日付けのオリコン週間チャートで初登場3位、7月19日付けのチャートで最高2位を記録。同チャートにおける最年少上位10位入り記録を更新した。シングルは、日本レコード協会からダブル・プラチナ認定を受けた。
2011年7月3日放送のバラエティ番組『愛菜ちゃん・福くんが総合司会!泣いて笑って2時間マルマル!元気モリモリSP』で、司会に初挑戦。7月18日放送の『HEY!HEY!HEY! MUSIC CHAMP』生放送スペシャルで音楽番組初出演。7月31日放送のNHK総合テレビ『MUSIC JAPAN』でフジテレビ系列以外のテレビ番組初出演。
2011年12月10日、『第44回日本有線大賞』の新人賞と特別賞を受賞。
2011年12月30日、『第53回日本レコード大賞』の特別賞を受賞した。
2011年12月31日、『第62回NHK紅白歌合戦』に出場。
『紅白』は、本ユニット名義ではなく、芦田が紅組歌手、鈴木が白組歌手として個々に出場する形だったが、2015年以降も本ユニット名義でない歌唱が数回ある。（「マル・マル・モリ・モリ!#NHK・他民放局の歌番組での歌唱」を参照。）

## ディスコグラフィ

### シングル
| #                                                     | 発売日        | 作品名                       | 最高順位 | 最高順位 | 最高順位 | 認定                                                                                  | アルバム |
| #                                                     | 発売日        | 作品名                       | オリコン | Hot 100  | RIAJ DL  | 認定                                                                                  | アルバム |
| ----------------------------------------------------- | ------------- | ---------------------------- | -------- | -------- | -------- | ------------------------------------------------------------------------------------- | -------- |
| 1st                                                   | 2011年5月25日 | マル・マル・モリ・モリ!      | 2        | 2        | 1        | - フィジカル:2×プラチナ - 着うた:3×プラチナ - 着うたフル:2×プラチナ - PC配信:ゴールド |          |
| 2nd                                                   | 2014年9月24日 | マル・マル・モリ・モリ! 2014 |          |          |          |                                                                                       |          |
| "—"はチャート圏外、チャート対象外の何れかを意味する。 |               |                              |          |          |          |                                                                                       |          |

### その他のチャート入りした曲
| 発売日                        | 作品名                                                               | 最高順位 | 認定 | アルバム |
| 発売日                        | 作品名                                                               | RIAJ DL  | 認定 | アルバム |
| ----------------------------- | -------------------------------------------------------------------- | -------- | ---- | -------- |
| 2011年5月25日                 | マル・マル・モリ・モリ!〜薫ちゃんと歌おう!(薫パート歌入りバージョン) | 92       |      |          |
| "—"はチャート圏外を意味する。 |                                                                      |          |      |          |

### ミュージック・ビデオ
| 年     | ビデオ                       | 監督 |
| ------ | ---------------------------- | ---- |
| 2011年 | マル・マル・モリ・モリ!      |      |
| 2014年 | マル・マル・モリ・モリ! 2014 |      |